# Guyuan
Guyuan (en chino, 固原; pinyin, Gùyuán; ⓘ es una ciudad-prefectura en la región autónoma de Ningxia, República Popular China. Situada aproximadamente a 140 kilómetros de la capital de la región autónoma. Abrazada por el sur con la provincia de Gansu, Limita al norte con Wuzhong y con Zhongwei. Su área es 16 783 km² y su población es de 1 868 500 habitantes.
Su temperatura media es de 6 °C y se encuentra entre los 1500 y 2000 m s. n. m.

## Administración
La ciudad prefectura de Guyuan administra un distrito y cuatro condados:
- Distrito Yuanzhou 原州区
- Condado Xiji 西吉县
- Condado Longde 隆德县
- Condado Jingyuan 泾源县
- Condado Pengyang 彭阳县

## Clima
| Parámetros climáticos promedio de Guyuan (1971−2000) | Parámetros climáticos promedio de Guyuan (1971−2000) | Parámetros climáticos promedio de Guyuan (1971−2000) | Parámetros climáticos promedio de Guyuan (1971−2000) | Parámetros climáticos promedio de Guyuan (1971−2000) | Parámetros climáticos promedio de Guyuan (1971−2000) | Parámetros climáticos promedio de Guyuan (1971−2000) | Parámetros climáticos promedio de Guyuan (1971−2000) | Parámetros climáticos promedio de Guyuan (1971−2000) | Parámetros climáticos promedio de Guyuan (1971−2000) | Parámetros climáticos promedio de Guyuan (1971−2000) | Parámetros climáticos promedio de Guyuan (1971−2000) | Parámetros climáticos promedio de Guyuan (1971−2000) | Parámetros climáticos promedio de Guyuan (1971−2000) |
| Mes                                                  | Ene.                                                 | Feb.                                                 | Mar.                                                 | Abr.                                                 | May.                                                 | Jun.                                                 | Jul.                                                 | Ago.                                                 | Sep.                                                 | Oct.                                                 | Nov.                                                 | Dic.                                                 | Anual                                                |
| ---------------------------------------------------- | ---------------------------------------------------- | ---------------------------------------------------- | ---------------------------------------------------- | ---------------------------------------------------- | ---------------------------------------------------- | ---------------------------------------------------- | ---------------------------------------------------- | ---------------------------------------------------- | ---------------------------------------------------- | ---------------------------------------------------- | ---------------------------------------------------- | ---------------------------------------------------- | ---------------------------------------------------- |
| Temp. máx. media (°C)                                | −0.4                                                 | 2.1                                                  | 7.4                                                  | 15.1                                                 | 19.9                                                 | 23.2                                                 | 25.0                                                 | 23.7                                                 | 18.7                                                 | 13.0                                                 | 6.9                                                  | 1.5                                                  | 13                                                   |
| Temp. mín. media (°C)                                | −14.2                                                | −10.6                                                | −4.4                                                 | 1.9                                                  | 6.8                                                  | 10.3                                                 | 12.9                                                 | 12.3                                                 | 7.7                                                  | 1.6                                                  | −5.5                                                 | −11.7                                                | 0.6                                                  |
| Precipitación total (mm)                             | 3.0                                                  | 4.0                                                  | 11.8                                                 | 24.9                                                 | 43.8                                                 | 61.8                                                 | 88.8                                                 | 102.2                                                | 56.1                                                 | 29.7                                                 | 7.0                                                  | 2.1                                                  | 435.2                                                |
| Días de precipitaciones (≥ 0.1 mm)                   | 2.1                                                  | 2.9                                                  | 4.3                                                  | 3.4                                                  | 5.9                                                  | 8.7                                                  | 12.2                                                 | 11.9                                                 | 8.1                                                  | 4.4                                                  | 2.6                                                  | 1.9                                                  | 68.4                                                 |
| Fuente: Weather China                                |                                                      |                                                      |                                                      |                                                      |                                                      |                                                      |                                                      |                                                      |                                                      |                                                      |                                                      |                                                      |                                                      |